# Route des Blés d'Or

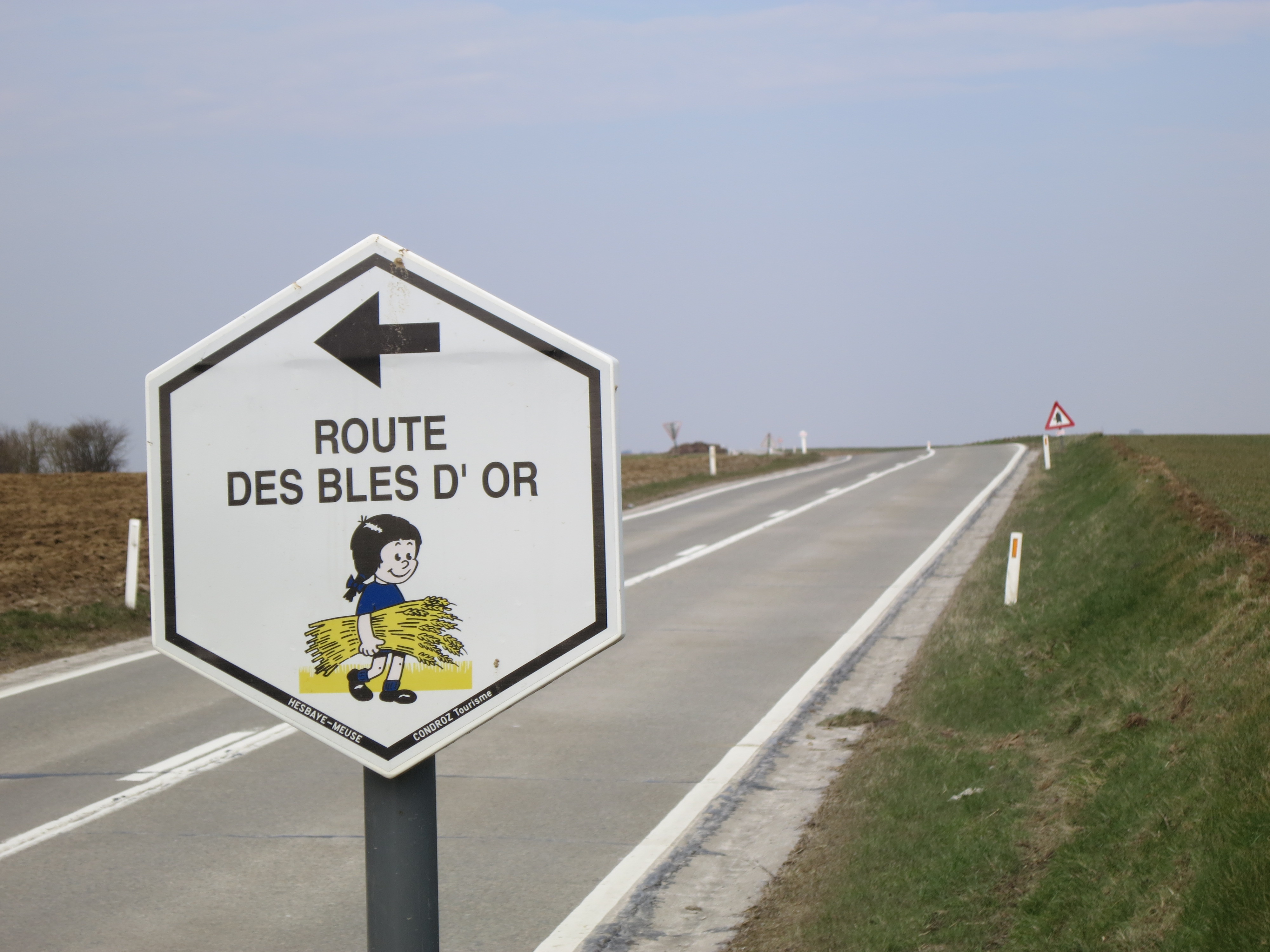

De Route des Blés d'Or is een bewegwijzerde toeristische autoroute in Wallonië. De 124 kilometer lange route door Haspengouw is bewegwijzerd met zeshoekige borden. De route loopt door Borgworm, Crisnée, Fexhe-le-Haut-Clocher, Omal, Braives, Lincent, Hollogne-sur-Geer.